# Municipio de Almena-District 4
El municipio de Almena-District 4 (en inglés: Almena-District 4 Township) es un municipio ubicado en el condado de Norton en el estado estadounidense de Kansas. En el año 2010 tenía una población de 566 habitantes y una densidad poblacional de 1,53 personas por km².

## Geografía
El municipio de Almena-District 4 se encuentra ubicado en las coordenadas 39°53′38″N 99°42′38″O / 39.89389, -99.71056. Según la Oficina del Censo de los Estados Unidos, el municipio tiene una superficie total de 370.43 km², de la cual 370,42 km² corresponden a tierra firme y (0 %) 0.02 km² es agua.

## Demografía
Según el censo de 2010, había 566 personas residiendo en el municipio de Almena-District 4. La densidad de población era de 1,53 hab./km². De los 566 habitantes, el municipio de Almena-District 4 estaba compuesto por el 95,94 % blancos, el 1,24 % eran afroamericanos, el 0,18 % eran amerindios, el 1,77 % eran de otras razas y el 0,88 % eran de una mezcla de razas. Del total de la población el 3 % eran hispanos o latinos de cualquier raza.